# Убля (приток Оскола)
У́бля (Гнилая Убля, Убля Гнилая, Убля-Гнилая, Удая Гнилая, Гнилая, Меловая Убля) — река в Курской и Белгородской областях. Левый приток реки Оскол.

## Этимология
По одной из версий происхождение названия связывается со словом «ublъ» (белый). Белгородский краевед Борис Осыков связывал название реки с группой названий на «-ол» в бассейнах Днепра и Дона (Оскол, Котёл, Ворскла и пр.).

## География
Берёт начало в балке Малиновый Лог южнее села Кулевка. Длина реки — 51 км, площадь водосборного бассейна — 813 км². В долине реки имеются пойменные болота. 

### Ландшафт
В бассейнах рек Убля и Мелавка залегают изолированные массивы флювиогляциальных песчаных отложений лежащие непосредственно на карбонатных породах, образующие водораздельные зандры (песчаные равнины с малоплодородными, часто заболоченными почвами, покрытые сосновыми борами). Это обуславливает развитие карстовых процессов в долине реки и междуречье Котла и  Убли. Флора представлена типичными растительными сообществами песчаных степей с господством псаммофитов (цмин песчаный, овсяница полесская, чабрец Палласа, змеевка растопыренная, рожь дикая, келерия сизая, волоснец приречный, вейник наземный, осока колхидская), борами, суборями и судубравами. Кроме того бассейн Убли расположен в районе «распространения «сниженноальпийской» растительности, где в наибольшей степени представлены сохранившиеся участки петрофитно-степных фитоценозов».

### Притоки
Наиболее заметные притоки от устья к истоку: Ровенка (правый), Меловка (Мелавка, левый), Гнилуша (правый), Сомовка (левый).

### Населенные пункты
На Убле расположены следующие населённые пункты: Сомовка, Сосновка, Верхние Борки, Нижние Борки, Болото, Мокрецкие Выселки, Вислое, Фёдоровка, Терехово, Бочаровка, Чумаки, Котово, Ильины, Воротниково, Незнамово и Анпиловка.

### ООПТ
В нижнем течении реки организована ООПТ регионального значения государственный природный «Заказник "Река Убля"». Заказник создан на основании решения исполнительного комитета Белгородского областного Совета народных депутатов от 30 августа 1991 года N 267 "О создании сети особо охраняемых природных территорий области", статус особо охраняемым природным территориям регионального значения присвоен на основании постановления Правительства Белгородской области от 15 августа 2016 года N 299-пп "Об утверждении перечней особо охраняемых природных территорий регионального значения Белгородской области". В состав заказника входит участок реки от железной дороги "Старый Оскол - Валуйки" до устья протяжённостью 3,8 км и водоохранная зона 50 м в обе стороны от береговой линии, общей площадью 16,2355 га.

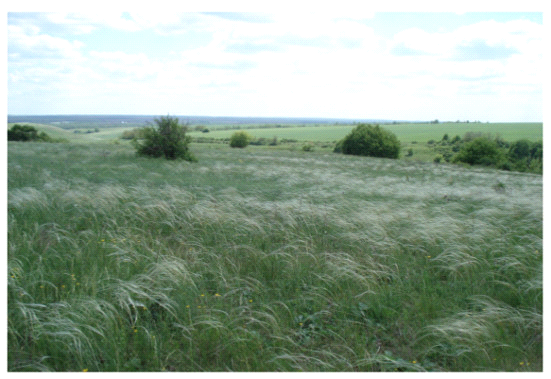
Общий вид на урочище Петрова балка

На территории Петровой балки впадающей в долину Убли юго-западней села Нижние Борки, расположена ООПТ регионального значения Курской области, памятник природы «Урочище "Петрова балка"», общей площадью 62,96 га. Организованная на основании постановления администрации Курской области от 16.10.2014 № 657-па «О памятнике природы регионального значения «Урочище «Петрова балка». На территории урочища отмечено 212 видов сосудистых растений, из которых 47 видов внесено в «Перечень редких и находящихся под угрозой исчезновения дикорастущих растений, лишайников и грибов, произрастающих на территории Курской области», из них 7 занесены в Красную книгу Российской Федерации (проломник Козо-Полянского, брандушка разноцветная, волчеягодник боровой, рябчик русский, ковыль перистый, ковыль красивейший, касатик безлистный). Изучением флоры Петровой балки занимались сотрудники Центрально-Черноземного государственного биосферного заповедника и Курского государственного университета.
Ранее существовал гидрологический заказник регионального значения «Зверёвское болото», располагавшийся на одноименном болоте, которое находится в левобережье реки в 3 км от села Курское. Площадь болота 102 га, глубина — 2,7 м. На болоте представлены осоково-ольховыые и осоково-тростниковые растительные группировки.

## История
На правом берегу в высокой пойме  реки Убля обнаружен памятник археологии «Ильины селище 1». Во время своего существования поселение, предположительно, располагалось на дюнном всхолмлении. В 2016—2017 годах отрядом археологической экспедиции под руководством А.Г. Кудряшова проводились раскопки связанные со строительство опоры ЛЭП. Находки представлены глиняной посудой, костями животных и необработанным камнем. Находки позволяют уверенно отнести памятник к ранней фазе киевской культуры (конец II – первая половина III вв. н.э.).
В конце XVI века начинается колонизация поосколья Московским государством. С 1571 года согласно Боярского приговора о станичной и сторожевой службе «на реке Осколе, при устье Убли» действовала одна из четырех «польских» сторож входящих в систему пограничной обороны Московского царства, позже известная как Усть-Ублинский острожек. После основания в 1593 году города Оскол начинается активное заселение долины реки и её притоков служилыми людьми, учреждается Оскольский уезд. С XVII века известны села Воротниково Окологородского стана, Бор (Анпиловка), Незнамово, Котово, Курское, Вислое и др. Ублинского стана.

## Хозяйственное значение
В долине реки расположено 5 водозаборных узлов оборудованных артезианскими скважинами (Бор-Малявинский, Воротниковский, Незнамовский, Ильинский и Тереховский), вода из которых используется для обеспечения города Старый Оскол.
В XX веке на торфяных болтах в долине реки велись торфяные разработки. Работы производились предприятием «Старооскольский торф» с 1937 года в районе в сел Терехово и Котово. Все работы выполнялись вручную, резали торфяные пласты специальными ножами, возили на тачках.

### Экология
Воды реки загрязнены. Качество воды не соответствует рыбохозяйственной категории, наблюдается превышение ПДК по меди (в 2 раза), цинку (в 2 раза) и марганцу (в 6,8-8,8 раз). В донных отложений обнаружено содержание фосфат-ионов (60,50 мг/кг) и марганца (40,50мг/кг). Пробы не соответствуют гигиеническим требованиям по микробиологическим показателям.
Работа водозаборных узлов, а так же расположение бассейна Убли в зоне образования значительной воронки депрессии (протяженностью с запада на восток до 35, а севера на юг до 8-10 км), которая сформировалась в результате работы дренажных систем Лебединского и Стойленского карьеров, приводит к нарушению естественного гидродинамического режима подземных вод, оказывающему влияние на речной сток.

### Рекреационное значение
На Убле, в пешей доступности от трамвайной остановки «Воротниково» располагается старооскольский городской пляж. На хуторе Чумаки на берегу реки расположен Старооскольский зоопарк. С 2008 году на берегу реки, на территории хутора Чумаки, начал работу Старооскольский зоопарк. Около плотины (дамбы) между сёлами Котово и Воротниково, в 2008 году проводился 20-й международный фестиваль поэзии и авторской песни «Оскольская лира».

## В культуре
Название реки воспринимается носителями языка как «неприличное», что «создает благоприятные условия для появления ненаучных (в том числе народных) этимологий». Из-за своего «необычного» названия река стала популярна в интернете. Известный поэт Игорь Царёв написал стихотворение обыгрывающие название реки. Известный артист Сергей Дроботенко исполнял монолог о происхождении названий рек Убля и Вобля.